# Format de fitxer

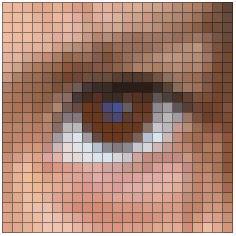
Una imatge de mapa de bits

En informàtica, un format de fitxer és una manera particular de codificar informació per al seu emmagatzemament dins d'un arxiu informàtic. Es tracta d'una convenció, que de vegades ha seguit un procés d'estandardització, que s'utilitza per representar un text, una pàgina, una imatge, un so, un programa, etc. En el cas d'un contingut multimèdia, també rep el nom de contenidor multimèdia.
Com que un disc, o qualsevol altre tipus de dispositiu d'emmagatzemament informàtic, només pot emmagatzemar bits, l'ordinador ha de tenir alguna manera de convertir la informació en zeros i uns i viceversa. Hi ha diferents tipus de format d'arxiu segons la informació que hom vol guardar. Tanmateix, dins de cada tipus de format, com ara els documents resultants dels processadors de text, hi poden haver diferents formats d'arxiu i sovint competeixen entre si.
Quan un format de fitxer és capaç d'emmagatzemar la informació de manera que pot ser recuperada íntegrament, es parla de formats "sense pèrdua", ja que les dades emmagatzemades són un reflex fidel de les dades originals. Però també existeixen formats “amb pèrdua” que són capaços de comprimir les dades de manera més eficaç a canvi d'una certa pèrdua de qualitat respecte a les dades originals.

## Exemples de formats de fitxer
- Formats de fitxer de so:
  - Amb pèrdua: AAC, MP3, MP3Pro, Ogg-Vorbis, RealAudio, Speex (especialitzat en veu), VQF, WMA, MIDI.
  - Sense pèrdua: AIFF, FLAC, WAV,
- Formats de fitxer d'imatge:
  - Amb pèrdua: JPEG, Exif.
  - Sense pèrdua: GIF, ILBM, PNG, SVG, ORF
- Vídeo: 
  - Amb pèrdua: DIVX, MPEG1, MPEG2, MPEG4, Ogg-Tarkin, Ogg-Theora, VP3
  - Sense pèrdua:
- Text: odt, txt, pdf
- Format de Flash: swf
- Formats contenidor: ASF, AVI, IFF, Ogg, MKV
- Formats de fitxer de documents: PalmDoc, PDF, Plucker,
- Bases de dades: MySQL, Pilot-DB
- Formats de llibre electrònic: EPUB
- Formats de notació de jocs d'escacs: PGN